# Noyelles-sur-Sambre
Noyelles-sur-Sambre är en kommun i departementet Nord i regionen Hauts-de-France i norra Frankrike. Kommunen ligger i kantonen Berlaimont som tillhör arrondissementet Avesnes-sur-Helpe. År 2022 hade Noyelles-sur-Sambre 282 invånare.

## Befolkningsutveckling
Antalet invånare i kommunen Noyelles-sur-Sambre
| Referens: INSEE |